# Tonin Tërshana
Tonin Tërshana (ur. 1 czerwca 1947 w Szkodrze, zm. 22 września 2015 w Tiranie) – albański piosenkarz, trzykrotny zwycięzca Festivali i Këngës.

## Życiorys
Zadebiutował na scenie w wieku 16 lat. W 1970 przeniósł się ze Szkodry do Tirany. Piosenką Të dua o det w roku 1965 zwyciężył w czwartej edycji najbardziej prestiżowego albańskiego festiwalu piosenki - Festivali i Këngës. Sukces przyniosła mu piosenka Të dua o det, skomponowana przez Tonina Harapiego, ze słowami Marka Gurakuqiego. Odniósł na nim potem jeszcze dwa zwycięstwa - w 1972 i 1983, będąc po Vaçe Zeli najbardziej utytułowanym piosenkarzem w historii tego festiwalu. Występował w Teatrze Estradowym w Tiranie. W 1995 zakończył karierę zawodową i przeszedł na emeryturę. W czasie albańskiej rewolucji piramidowej w 1997 stracił dom i wyjechał do Grecji. Po kilku latach powrócił do Tirany, gdzie żył w nędzy. Zmarł po długiej i ciężkiej chorobie. Został pochowany na cmentarzu Tufine w Tiranie.
Prezydent Bamir Topi uhonorował go tytułem Wielkiego Mistrza (Mjeshter i Madh).
Był dwukrotnie żonaty (pierwsza żona zginęła w wypadku samochodowym), miał dwie córki.

## Role filmowe
- 1975: Kur hiqen maskat